# Hans Fritzdorf
Hans Lennart Birger Fritzdorf, född 14 december 1927 i Stockholm, död 7 maj 1990 på Sardinien, var en svensk målare och tecknare. 
Han var son till köpmannen B. F. Fritzdorf och Alexandra Alcherin. Fritzdorf studerade vid Konstfackskolan i Stockholm 1946 och vid Académie Libre 1947 samt vid Académie de la Grande Chaumière 1948 och under studieresor till Italien, Finland, Nederländerna och Nordafrika. Han medverkade i samlingsutställningar i Stockholm bland annat i Liten vårsalong på Expo Aleby 1951. Hans Fritzdorf är gravsatt i minneslunden på Galärvarvskyrkogården i Stockholm.  